# Lee Won-Jin
Lee Won-Jin (14 de abril de 1993) es una deportista surcoreana que compitió en taekwondo. Ganó una medalla de plata en los Juegos Asiáticos de 2014 en la categoría de –67 kg.

## Palmarés internacional
| Juegos Asiáticos | Juegos Asiáticos        | Juegos Asiáticos | Juegos Asiáticos |
| Año              | Lugar                   | Medalla          | Categoría        |
| ---------------- | ----------------------- | ---------------- | ---------------- |
| 2014             | Incheon (Corea del Sur) | Medalla de plata | –67 kg           |